# Сабанин, Андрей Владимирович
Андрей Владимирович Сабанин (1887—1938) — советский дипломат, заведующий экономико-правовым отделом Наркомата иностранных дел в 1920—1937 годах.

## Биография
Сын действительного статского советника Владимира Васильевича Сабанина (1853—1907).
В 1905 году поступил в 3-й класс Александровского лицея. В 1908 году написал сочинение «Комитет министров. Очерк возникновения, общего характера деятельности и управления этого учреждения», сохранившееся в лицейском архиве. В том же году окончил курс с большой золотой медалью и чином IX класса.
По окончании лицея поступил на службу во 2-й департамент Министерства иностранных дел, где последовательно занимал должности делопроизводителя VIII, VII и VI класса. Участвовал в Междуведомственной радиотелеграфной комиссии. Дослужился до чина надворного советника.
С 1920 года на советской дипломатической работе, в 1920—1937 годах заведовал экономико-правовым отделом Наркомата иностранных дел СССР. Участвовал в Генуэзской и Лозаннской конференциях. Одновременно был сотрудником Института современного права РАНИОН, преподавал в 1-м МГУ, с 1926 года был профессором факультета советского права. В 1925—1929 годах совместно с Ю. В. Ключниковым составил три части фундаментального сборника под названием «Международная политика новейшего времени в договорах, нотах и декларациях». Нарком иностранных дел Г. В. Чичерин отзывался о нем:

Есть более ученые знатоки международного права, но у него совершенно исключительное, единственное знание практических административно-юридических международных отношений и вопросов.

21 сентября 1937 года арестован по обвинению в шпионаже. 22 августа 1938 года приговорен к ВМН Военной коллегией Верховного суда СССР. Расстрелян в тот же день и захоронен на полигоне Коммунарка.

## Работы
- Россия и Лига наций. 1920-21-22 гг. — Москва, 1924.
- Вашингтонская конференция по ограничению вооружений и тихоокеанским и дальневосточным вопросам 1921-1922 г. / Полный пер. актов и документов [с предисл.] А. В. Сабанина. — Москва, 1924.
- Сборник действующих договоров, соглашений и конвенций, заключенных с иностранными государствами. Выпуск I. Действующие договоры, соглашения и конвенции, вступившие в силу до 1-го января 1924 года. — Москва, 1924.
- Международная политика новейшего времени в договорах, нотах и декларациях / Ю. В. Ключников и Андрей Сабанин. — Москва, 1925—1929.
- Сборник действующих договоров, соглашений и конвенций, заключенных с иностранными государствами. — 2-е изд., испр. и доп. — Москва, 1928.
- Посольское и консульское право. — Москва ; Ленинград, 1930.
- Посольское и консульское право. — Москва, 1934.
- Письма Сабанина, Андрея Владимировича к Грабарю Владимиру Эммануиловичу [Рукопись]. — [Б. м.], 1931—1935.
- Хронологический перечень международных многосторонних договоров, заключенных с 1919 по 1933 г. с кратким изложением их содержания. — Москва, 1933.
- Сборник действующих договоров, соглашений и конвенций, заключенных с иностранными государствами. — 3-е изд., испр. и доп. — Москва, 1935.
- Правила плавания в Суэцком канале, изданные Всеобщей компанией Суэцкого канала / Под ред. А. В. Сабанина. — Москва, 1936.
- Версальский мирный договор / полный перевод с французского подлинника под ред. Ю. В. Ключникова и Андрея Сабанина; со вступительной статьей Ю. В. Ключникова и предметным указателем. — Москва: Изд. Литиздата НКИД, 1925. — XXXI, 198 с. — (Итоги Империалистической войны: серия мирных договоров; I). pdf
- Мир в Нейи / полный перевод с французского подлинника под ред. Ю. В. Ключникова и Андрея Сабанина; со вступительной статьей Ю. В. Ключникова и предметным указателем. — Москва: Изд. Литиздата НКИД, 1926. — XXXI, 198 с. — (Итоги Империалистической войны: серия мирных договоров; III). pdf
- Трианонский мирный договор / полный перевод с французского подлинника под ред. Ю. В. Ключникова и Андрея Сабанина; со вступительной статьей Ю. В. Ключникова и предметным указателем. — Москва: Изд. Литиздата НКИД, 1926. — XXXI, 198 с. — (Итоги Империалистической войны: серия мирных договоров; IV). pdf